# Raúl Landini
Raúl Athos Landini Zanicheli (* 14. Juli 1909 in Buenos Aires; † 29. September 1988 ebenda) war ein argentinischer Boxer, der an den Olympischen Sommerspielen 1928 in Amsterdam teilnahm.
Er gewann 1928 die Silbermedaille im Weltergewicht, nachdem er im Finale gegen Ted Morgan verloren hatte.
Am 17. Mai 1930 wurde er durch einen Punktesieg über Félix Expósito Argentinischer Meister. Am 9. Oktober 1930 verlor er den Titel, weil er Expósito keine Revanche gegeben hatte. Am 11. Februar 1931 holte er sich den Titel zurück, indem er Expósito erneut nach Punkten besiegte. Bis 1940 war er als Profiboxer aktiv und absolvierte insgesamt 54 Kämpfe.

## Ergebnis bei den Olympischen Sommerspielen
- 1. Runde: Punktesieg gegen Thomas Lown (Vereinigte Staaten)
- 2. Runde: Punktesieg gegen Walter Palm (Estland)
- Viertelfinale: Punktesieg gegen Cor Blommers (Niederlande)
- Semifinale: Punktesieg gegen Raymond Smillie (Kanada)
- Finale: Niederlage nach Punkten gegen Ted Morgan (Neuseeland)

## Weblink
- Raúl Landini in der Datenbank von Olympedia.org (englisch), abgerufen am 9. Juni 2020.

| Personendaten    | Personendaten                                      |
| ---------------- | -------------------------------------------------- |
| NAME             | Landini, Raúl                                      |
| ALTERNATIVNAMEN  | Landini Zanicheli, Raul Athos (vollständiger Name) |
| KURZBESCHREIBUNG | argentinischer Boxer                               |
| GEBURTSDATUM     | 14. Juli 1909                                      |
| GEBURTSORT       | Buenos Aires                                       |
| STERBEDATUM      | 29. September 1988                                 |
| STERBEORT        | Buenos Aires                                       |